# Selenisa monotropa
Selenisa monotropa är en fjärilsart som beskrevs av Augustus Radcliffe Grote 1876. Selenisa monotropa ingår i släktet Selenisa och familjen nattflyn. Inga underarter finns listade i Catalogue of Life.